# Korontière
Korontière est l'un des sept arrondissements de la commune de Boukoumbé dans le département de l'Atacora au Bénin.

## Géographie
L'arrondissement de Korontière est situé au nord-ouest du Bénin et compte 7 villages que sont Agbonte, Koukongou, Koupagou, Koutchatie, Kouya, Okouaro et Tassayota.

## Démographie
Selon le recensement de la population de 2013 conduit par l'Institut national de la statistique et de l'analyse économique (INSAE), Korontière compte 9221 habitants  .